# TOP in het seizoen 1956/57
Het seizoen 1956/1957 was het tweede jaar in het bestaan van de Osse betaaldvoetbalclub TOP. De club kwam uit in de Tweede divisie B en eindigde daarin op de 15e plaats. Ook werd deelgenomen aan de KNVB beker, hierin werd in de tweede ronde verloren van VVV met 3–1. Na opnieuw een teleurstellend seizoen keerde de club de vrijwillig terug naar de amateurs. Pas in 1991 maakten ze opnieuw de stap naar het betaald voetbal.

## Wedstrijdstatistieken

### Tweede divisie B
|       | Baronie | DHC   | DOSKO | 't Gooi | Hilversum | LONGA | N.E.C. | ONA   | RBC   | UVS   | De Valk | Wilhelmina | Zeist | ZFC   |
| ----- | ------- | ----- | ----- | ------- | --------- | ----- | ------ | ----- | ----- | ----- | ------- | ---------- | ----- | ----- |
| Thuis | 2 – 2   | 1 – 1 | 2 – 3 | 2 – 2   | 1 – 5     | 1 – 1 | 1 – 3  | 3 – 2 | 2 – 2 | 2 – 5 | 3 – 2   | 0 – 2      | 1 – 3 | 1 – 5 |
| Uit   | 5 – 2   | 2 – 2 | 4 – 1 | 7 – 1   | 3 – 3     | 3 – 1 | 5 – 1  | 4 – 2 | 3 – 0 | 5 – 1 | 1 – 2   | 2 – 2      | 4 – 2 | 4 – 0 |

### KNVB Beker
| 1e ronde                                 | TOP      | 4 – 2 | LEW                    |
| 19 augustus 1956 Plaats: Oss Heescheweg  | Onbekend |       | Onbekend               |
| 2e ronde                                 | VVV      | 3 – 1 | TOP                    |
| 16 september 1956 Plaats: Venlo De Kraal | Onbekend |       | –' (e.d.) Piet Gubbels |

## Statistieken TOP 1956/1957

### Eindstand TOP in de Nederlandse Tweede divisie B 1956 / 1957
| Stand | Gespeeld | Gewonnen | Gelijk | Verloren | Punten | Doelpunten voor | Doelpunten tegen |
| ----- | -------- | -------- | ------ | -------- | ------ | --------------- | ---------------- |
| 15e   | 28       | 3        | 8      | 17       | 14     | 42              | 90               |

### Topscorers
| #                    | Naam                       | Goal |
| -------------------- | -------------------------- | ---- |
| 1.                   | Wim Coolen                 | 8    |
| 2.                   | Toon van Orsouw            | 6    |
| 3.                   | Bert Verreijt              | 4    |
| 3.                   | Jo Vos                     | 4    |
| 5.                   | Toon van Haren             | 3    |
| 5.                   | Frans Kouwenberg           | 3    |
| 5.                   | Cees Picavet               | 3    |
| 5.                   | Piet Timmermans            | 3    |
| 9.                   | Taks                       | 2    |
| 10.                  | Lou de Graaf               | 1    |
| 10.                  | Gradje van de Graaf        | 1    |
| Eigen doelpunten     |                            |      |
| –                    | Fred Hoed (DOSKO)          | 1    |
| –                    | Bertus Sluyk (Zeist)       | 1    |
| –                    | Govert Verhoeven (De Valk) | 1    |
| Onbekende doelpunten |                            |      |
| –                    | Onbekend (tegen Zeist)     | 1    |
| Totaal               | Totaal                     | 42   |

| #              | Naam                 | Goal |
| -------------- | -------------------- | ---- |
| –              | Onbekend (tegen LEW) | 4    |
| Eigen doelpunt |                      |      |
| –              | Piet Gubbels (VVV)   | 1    |
| Totaal         | Totaal               | 5    |